# The Meaning of Life (filme)
The Meaning of Life é o terceiro filme do grupo inglês Monty Python. Realizado em 1983 e dirigido por Terry Jones, o filme tenta chegar a um final esclarecedor quanto à dúvida do início feita por um grupo de peixes num aquário: "Por quê?", ou seja, a questão da vida.
Ao contrário dos dois filmes anteriores produzidos pelo grupo, esse não trata de uma história longa e contínua, e sim de sucessivos sketches, voltanto ao formato original dos episódios de Monty Python's Flying Circus. No total são apresentados sete partes, com temas que vão do nascimento até a morte, passando pelas diversas fases da vida de uma pessoa.
O filme, na realidade, não apresenta o sentido da vida como uma resposta concreta. Tampouco aborda durante toda a obra o tema. A vida humana é revista pelo filme em tons de comédia, fazendo alusões críticas e irônicas a vícios culturais e a problemas da sociedade, ou ainda a questão da infimidade do homem em comparação com o Universo e o todo.